# نازك ضمرة
نازك خالد مسعود ضمرة (15 سبتمبر 1937 - 29 يونيو 2020)، قاصّ وأديب، ولد في بيت سيرا في رام الله.
حصل على شهادة الدبلوم من دار المعلمين الريفية في بيت حنينا سنة 1955، التحق بفرع جامعة بيروت العربية التابعة لجامعة الإسكندرية ودرس فيها المحاسبة، حيث حصل على شهادة البكالوريوس سنة 1972. نال شهادة الماجستير في إدارة الأعمال من جامعة دالاس في تكساس بالولايات المتحدة الأميركية سنة 1976.
عمل في كل من الأردن والسعودية في الفترة 1977-1991، ثم انتقل للإقامة والعمل في نورث كارولاينا منذ 1996.

## أعماله الأدبية

### قصص
- "لوحة وجدار"، قصص، دار آرام، عمّان، 1994.
- "شمس في المقهى"، قصص، مطبعة صحيفة "صوت الشعب"، عمّان، 1996.
- "بعض الحب"، قصص قصيرة جداً، دار أزمنة، عمّان، 2002.
- "حكايات عالمية للأطفال"، حكايات موجهة للفئة العمرية 6-18 سنة أعيدت صياغتها بالعربية عن لغات أجنبية، دار اليازوري العلمية، عمّان، 2005.
- "المشلول والجرف"، قصص، دار اليازوري العلمية، عمّان، 2009.
- "زمارة في سفارة"، قصص، دار ورد الأردنية، عمّان، 2010.

### روايات
- "الجَرّة"، رواية، دار النسر، عمّان، 1997.
- "غيوم"، رواية، دار الكرمل، عمّان، 1999.
- "ظلال باهتة"، رواية، دار فضاءات، عمّان، 2006.

## وفاته
توفي صباح الأثنين 29 يونيو 2020 في أحد مستشفيات ولاية نورث كارولينا بالولايات المتحدة الأمريكية وذلك بعد صراع مع المرض.